# غوست لامش
غوست لامش (مواليد 23 يونيو 1911) هو مبارز بالسيف لوكسمبورغي، مثّل بلاده في الألعاب الأولمبية الصيفية 1948.

## روابط رياضية
غوست لامش على موقع أوليمبيديا (الإنجليزية)